# 8657 Кедрус
8657 Кедрус (8657 Cedrus) — астероїд головного поясу, відкритий 16 серпня 1990 року.
Тіссеранів параметр щодо Юпітера — 3,296.